# وانگ ژینگ
وانگ ژینگ (انگلیسی: Wang Jing؛ زادهٔ ۱۹۷۲) کارآفرین و سرمایه‌دار اهل چین است.